# Плювання цвіркуном
Плювання цвіркуном (англ. Cricket-spitting) — вид спорту, в якому учасники кладуть мертвого цвіркуна собі в рот, а потім плюють ним якомога далі. Учасник, який зможе плюнути цвіркуна найдальше, оголошується переможцем.
Плювання цвіркуном було розроблене 1996 року ентомологом Томом Терпіном з Університету Пердью в Вест-Лафайєтті, штат Індіана, як змагання під час щорічного заходу Bug Bowl, який щорічно збирає понад 30 000 людей на їхній кампус для участі в серії заходів і змагань, пов'язаних з комахами. З моменту його створення інші університети почали власні конкурси, як-от Університет штату Пенсільванія, який проводить власні змагання з 1998 року. Шотландський варіант Плювання цвіркуном — Махання осами, де учасники із зав'язаними очима кидають в ціль замороженими осами.

## Світовий рекорд
Світовий рекорд Гіннеса з плювання цвіркуном становить 32 фути 5 дюймів (9,766 м) і належить Дену Кеппсу з Медісона, штат Вісконсін, і був встановлений у червні 1998 року перед прямою телевізійною аудиторією.
Роберт Тоні Феррелл з Гупестона, штат Іллінойс, утримував титул/рекорд на Іграх за кубок Баг Боул 1997 року, поки його не побив Ден Кеппс. На змаганнях були зафіксовані неофіційні рекорди понад 38 футів.

## Правила
Примітка. Набір правил не є фіксованим і може бути змінений або модифікований організаціями, які проводять власні змагання.
- Цвіркуни мають бути домашніми коричневими (Acheta domesticus), вагою від 45 до 55 міліграмів.
- Цвіркуни повинні бути попередньо заморожені, а потім розморожені.
- Учасники повинні сплюнути протягом 20 секунд після того, як поклали цвіркуна до рота.
- Відстань буде вимірюватися від центру краю кола, куди випльовувався цвіркун, до того місця, де він зупиниться, за допомогою рулетки.
- Учасники не повинні виходити за межі червоного кола, в якому вони стоять.
- Цвіркун повинен бути повністю цілим і повністю утримуватися в роті перед тим, як учасник може увійти в коло для плювання.
- Цвіркун повинен залишатися неушкодженим, і, перш ніж плювок буде зараховано, суддя має перевірити виплюнутого цвіркуна на наявність шести ніг, чотирьох крил і двох вусиків.